# Edwardsina bentulosa
Edwardsina bentulosa är en tvåvingeart som beskrevs av Edwards 1934. Edwardsina bentulosa ingår i släktet Edwardsina och familjen Blephariceridae. Inga underarter finns listade i Catalogue of Life.